# Großsteingrab Bavendorf
Das Großsteingrab Bavendorf ist eine megalithische Grabanlage der jungsteinzeitlichen Trichterbecherkultur bei Bavendorf, einem Ortsteil der Gemeinde Thomasburg im Landkreis Lüneburg, Niedersachsen. Es trägt die Sprockhoff-Nummer 702.

## Lage
Das Grab befindet sich westlich von Bavendorf in einem Waldstück, nur wenige Meter südlich einer Stromtrasse. 250 m südlich der Anlage befindet sich ein Hügel, der einen einzelnen Stein in der Mitte trägt. Es ist allerdings fraglich, ob es sich hierbei um ein zweites Großsteingrab handelt, zumal im gleichen Waldstück auch zahlreiche Grabhügel liegen.

## Beschreibung

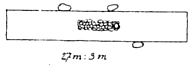
Grundriss des Grabes nach Lienau

Die Anlage besaß ursprünglich eine steinerne Einfassung und eine Hügelschüttung von 27 m Länge, 3 m Breite und 1 m Höhe. Seit einer um 1911 unter Michael Martin Lienau durchgeführten Ausgrabung befindet sich das Grab allerdings in einem sehr schlechten Zustand. Die Hügelschüttung wird von einer 22 m langen Rinne längs geschnitten. Am Nordende sind noch einige Einfassungssteine erhalten, diese sind jedoch alle umgefallen.